# Dendrotriton xolocalcae
Espèce
Synonymes
- Bolitoglossa xolocalcae Taylor, 1941

Statut de conservation UICN

 VU D2 : Vulnérable
Dendrotriton xolocalcae est une espèce d'urodèles de la famille des Plethodontidae.

## Répartition
Cette espèce est endémique du Chiapas au Mexique. Elle se rencontre vers 2 000 m d'altitude sur le Cerro Ovando.

## Description
Les mâles mesurent jusqu'à 33,2 mm de longueur standard et les femelles jusqu'à 34,2 mm. La queue est relativement courte avoisinant les 16,5 mm. Cette espèce possède 60 dents. Son dos marron sombre est marbrées de brun clair à jaunâtre, formant souvent un dessin régulier en chevrons. Elle possède trois ligne claires le long du dos ainsi qu'une tache claire entre les yeux. Son ventre est blanc.

## Étymologie
Cette espèce est nommée en référence au lieu de sa découverte, Xolocalco, le nom indien du Cerro Ovando.

## Publication originale
- Taylor, 1941 : New amphibians from the Hobart M. Smith Mexican collections. University of Kansas Science Bulletin, vol. 27, no 1, p. 141-167 (texte intégral).